# Zbiór rzutowy
Zbiory rzutowe – podzbiory przestrzeni polskiej, które mogą być otrzymane ze zbiorów borelowskich przy użyciu skończenie wielu operacji ciągłych obrazów i dopełnienia.
Zbiory rzutowe były wprowadzone niezależnie w latach 20. XX wieku przez rosyjskiego matematyka Nikołaja Łuzina i polskiego matematyka Wacława Sierpińskiego.

## Hierarchia zbiorów rzutowych
Niech {\displaystyle {\mathcal {N}}} oznacza przestrzeń Baire’a (jest to przestrzeń homeomorficzna z przestrzenią liczb niewymiernych). Przez indukcję po liczbach naturalnych {\displaystyle n\in {\mathbb {N} }} dla każdej przestrzeni polskiej {\displaystyle X} definiujemy klasy Łuzina {\displaystyle \Sigma _{n}^{1}(X)} i klasy dualne {\displaystyle \Pi _{n}^{1}(X)}
- {\displaystyle \Sigma _{1}^{1}(X)} jest rodziną tych wszystkich podzbiorów {\displaystyle A} przestrzeni {\displaystyle X,} że dla pewnego zbioru borelowskiego {\displaystyle B\subseteq X\times {\mathcal {N}}} mamy {\displaystyle A=\{x\in X:(\exists r\in {\mathcal {N}})((x,r)\in B)\},}
- {\displaystyle \Pi _{1}^{1}(X)} jest rodziną tych podzbiorów {\displaystyle A} przestrzeni {\displaystyle X,} że {\displaystyle X\setminus A\in \Sigma _{1}^{1}(X),}
- {\displaystyle \Sigma _{n+1}^{1}(X)} jest rodziną tych podzbiorów {\displaystyle A} przestrzeni {\displaystyle X,} że dla pewnego {\displaystyle B\in \Pi _{n}^{1}(X\times {\mathcal {N}})} mamy {\displaystyle A=\{x\in X:(\exists r\in {\mathcal {N}})((x,r)\in B)\},}
- {\displaystyle \Pi _{n+1}^{1}(X)} jest rodziną tych podzbiorów {\displaystyle A} przestrzeni {\displaystyle X,} że {\displaystyle X\setminus A\in \Sigma _{n+1}^{1}(X).}

Definiujemy również {\displaystyle \Delta _{n}^{1}(X)=\Sigma _{n}^{1}(X)\cap \Pi _{n}^{1}(X).}
Jeśli wiadomo w jakiej przestrzeni polskiej pracujemy (albo jeśli nie jest to istotne), to piszemy {\displaystyle \Sigma _{n}^{1},\Pi _{n}^{1},\Delta _{n}^{1}} (zamiast {\displaystyle \Sigma _{n}^{1}(X),\Pi _{n}^{1}(X),\Delta _{n}^{1}(X)}). Elementy tych klas noszą wspólną nazwę zbiorów rzutowych.
Głównie w starszych podręcznikach topologii i teorii mnogości dla początkowych klas rzutowych używa się następującej terminologii:
- elementy klasy {\displaystyle \Sigma _{1}^{1}} nazywane są zbiorami analitycznymi, a zbiory z {\displaystyle \Pi _{1}^{1}} są określane jako zbiory koanalityczne; czasami te klasy zbiorów oznacza się A i CA,
- klasy {\displaystyle \Sigma _{2}^{1}} i {\displaystyle \Pi _{2}^{1}} oznaczane są też przez PCA i CPCA etc.

## Przykładowe własności
Poniżej przedstawiamy tylko parę przykładowych własności klas rzutowych. Teoria tych klas jest bardzo rozbudowana i zainteresowany czytelnik może bliżej zapoznać się z nią czytając np. monografię Yiannisa Moschovakisa lub książkę Tomka Bartoszyńskiego i Haima Judaha.
Niech {\displaystyle X} będzie przestrzenią polską.
- Zachodzą następujące inkluzje (gdzie „{\displaystyle \subseteq }” jest reprezentowane przez strzałkę „{\displaystyle \longrightarrow }”):

|  |                                 |                           | {\displaystyle \Sigma _{1}^{1}} |                           |                                 |                           | {\displaystyle \Sigma _{2}^{1}} |                           |                                 | {\displaystyle \ldots } |  |                                 |                           | {\displaystyle \Sigma _{n}^{1}} |                           |                                   |                           | {\displaystyle \Sigma _{n+1}^{1}} |  | {\displaystyle \ldots } |
|  |                                 | {\displaystyle \nearrow } |                                 | {\displaystyle \searrow } |                                 | {\displaystyle \nearrow } |                                 | {\displaystyle \searrow } |                                 |                         |  |                                 | {\displaystyle \nearrow } |                                 | {\displaystyle \searrow } |                                   | {\displaystyle \nearrow } |                                   |  |                         |
|  | {\displaystyle \Delta _{1}^{1}} |                           |                                 |                           | {\displaystyle \Delta _{2}^{1}} |                           |                                 |                           | {\displaystyle \Delta _{3}^{1}} | {\displaystyle \ldots } |  | {\displaystyle \Delta _{n}^{1}} |                           |                                 |                           | {\displaystyle \Delta _{n+1}^{1}} |                           |                                   |  |                         |
|  |                                 | {\displaystyle \searrow } |                                 | {\displaystyle \nearrow } |                                 | {\displaystyle \searrow } |                                 | {\displaystyle \nearrow } |                                 |                         |  |                                 | {\displaystyle \searrow } |                                 | {\displaystyle \nearrow } |                                   | {\displaystyle \searrow } |                                   |  |                         |
|  |                                 |                           | {\displaystyle \Pi _{1}^{1}}    |                           |                                 |                           | {\displaystyle \Pi _{2}^{1}}    |                           |                                 | {\displaystyle \ldots } |  |                                 |                           | {\displaystyle \Pi _{n}^{1}}    |                           |                                   |                           | {\displaystyle \Pi _{n+1}^{1}}    |  | {\displaystyle \ldots } |

- {\displaystyle \Delta _{1}^{1}} jest rodziną wszystkich borelowskich podzbiorów przestrzeni {\displaystyle X.}
- Każda klasa Łuzina {\displaystyle \Sigma _{n}^{1}} jest zamknięta na przeliczalne sumy i przekroje i podobnie dla klas dualnych {\displaystyle \Pi _{n}^{1}}[7].
- Każda klasa {\displaystyle \Delta _{n}^{1}} jest σ-ciałem zbiorów.
- Jeśli {\displaystyle Y} jest przestrzenią polską, {\displaystyle f\colon X\longrightarrow Y} jest funkcją ciągłą oraz {\displaystyle A\in \Sigma _{n}^{1}(X),} to {\displaystyle f(A)\in \Sigma _{n}^{1}(Y).}
- Jeśli {\displaystyle Y} jest przestrzenią polską, {\displaystyle f\colon X\longrightarrow Y} jest funkcją ciągłą oraz {\displaystyle B\in \Sigma _{n}^{1}(Y)} {\displaystyle (B\in \Pi _{n}^{1}(Y)),} to także {\displaystyle f^{-1}(B)\in \Sigma _{n}^{1}(Y)} {\displaystyle (f^{-1}(B)\in \Pi _{n}^{1}(Y)).}
- Wszystkie zbiory z {\displaystyle \Sigma _{1}^{1}\cup \Pi _{1}^{1}} mają własność Baire’a.
- Wszystkie zbiory z {\displaystyle \Sigma _{1}^{1}({\mathbb {R} })\cup \Pi _{1}^{1}({\mathbb {R} })} są mierzalne w sensie miary Lebesgue’a.
- Jeśli założymy MA oraz ¬CH, to wówczas wszystkie zbiory z {\displaystyle \Sigma _{2}^{1}\cup \Pi _{2}^{1}} są mierzalne i mają własność Baire’a.
- Jeśli założymy aksjomat konstruowalności, to

(a) istnieje {\displaystyle \Sigma _{2}^{1}}-dobre uporządkowanie prostej rzeczywistej,
(b) istnieje {\displaystyle \Delta _{2}^{1}}-podzbiór prostej który nie jest mierzalny w sensie Lebesgue’a i który nie ma własności Baire’a,
(c) istnieje nieprzeliczalny koanalityczny podzbiór prostej który nie zawiera żadnego podzbioru doskonałego.
- Jeśli istnieje liczba nieosiągalna, to istnieje model teorii mnogości w którym wszystkie rzutowe podzbiory prostej są mierzalne w sensie Lebesgue’a[8].
- Można zbudować pojęcie forsingu, które forsuje, że wszystkie zbiory rzutowe mają własność Baire’a, ale mierzalność wszystkich zbiorów klasy {\displaystyle \Sigma _{3}^{1}} implikuje, że {\displaystyle \omega _{1}} jest liczbą nieosiagalną w uniwersum zbiorów konstruowalnych (Kurta Gödla)[9].
- Jeśli istnieje liczba mierzalna, to wszystkie gry nieskończone na zbiory z {\displaystyle \Sigma _{1}^{1}({\mathcal {N}})} są zdeterminowane[10]. Przy założeniu istnienia znacznie większych dużych liczb kardynalnych można wykazać, że gry na zbiory z wyższych klas rzutowych też są zdeterminowane[11][12].